# Kátia Lund
Pour les articles homonymes, voir Lund.
Kátia Lund, née à São Paulo, le 13 mars 1966, est une réalisatrice, productrice et scénariste brésilienne.
Elle est notamment connue comme coréalisatrice du film La Cité de Dieu.

## Filmographie
- 1998 : Somos todos filhos da terra coréalisé avec João Moreira Salles, Walter Salles, Daniela Thomas (court métrage documentaire)
- 1999 : Noticias de uma Guerra Particular coréalisé avec João Moreira Salles (documentaire)
- 2002-2003 : Minha Alma (clip vidéo)
- 2002-2003 : Brava Gente épisode Palace II coréalisé avec Fernando Meirelles (série télévisée)
- 2002 : La Cité de Dieu (Cidade de Deus) coréalisé avec Fernando Meirelles
- 2002-2003 : La Cité des hommes (Cidade dos Homens) épisodes O Cunhado do Cara et Correio coréalisés avec Paulo Lins, Os Ordinarios coréalisé avec Eduardo Tripa (série télévisée)
- 2005 : Les Enfants invisibles (All the Invisible Children) segment Bilu e João coréalisé avec Eduardo Tripa
- 2021 : Together Now